# 練馬区立開進第三小学校
練馬区立開進第三小学校（ねりまくりつかいしんだいさんしょうがっこう）は、東京都練馬区にある公立小学校。児童数は約700人ほど。略称は開三小（かいさんしょう）、開三（かいさん）。

## 所在地
東京都練馬区桜台2丁目18番1号

## 校舎
- 本校舎
- プール

本校舎の屋上にある。
- 体育館

1階は図書室、マルチパーパス。

## 学区域
練馬区桜台、羽沢、栄町などから通う児童が多い。
学区域は、桜台と栄町である。

## 沿革
- 1932年に練馬区立開進第一小学校分校として開校。
- 1947年に現校名となる。
- 2002年に開校70周年を迎えた。

## 特徴
- 運動会や学習発表会等に6年生が行う鼓笛行進が30年以上の伝統となっている。

## 出来事
- 2005年11月22日～23日に集団感染性胃腸炎（ノロウイルス）が発生。同年11月24日（木）は臨時休校となった。

## アクセス
- 西武有楽町線新桜台駅より徒歩3分
- 西武池袋線桜台駅・江古田駅より徒歩12分。